# Дмитриевка (Благоварский район)
Дмитриевка (баш. Дмитриевка) — деревня в Благоварском районе Республики Башкортостан Российской Федерации. Центр Дмитриевского сельсовета.

## География

### Географическое положение
Расстояние до:
- районного центра (Языково): 55 км,
- ближайшей ж/д станции (Буздяк): 16 км.

## Население
| 2002 | 2009 | 2010 |
| ---- | ---- | ---- |
| 341  | ↗403 | ↘362 |

Согласно переписи 2002 года, преобладающая национальность — татары (33 %).